# Binas
Binas és un municipi francès, situat al departament del Loir i Cher i a la regió de Centre – Vall del Loira. L'any 2007 tenia 703 habitants.

## Demografia

### Població
El 2007 la població de fet de Binas era de 703 persones. Hi havia 283 famílies, de les quals 67 eren unipersonals (51 homes vivint sols i 16 dones vivint soles), 98 parelles sense fills, 94 parelles amb fills i 24 famílies monoparentals amb fills.
La població ha evolucionat segons el següent gràfic:
Habitants censats

### Habitatges
El 2007 hi havia 352 habitatges, 287 eren l'habitatge principal de la família, 37 eren segones residències i 27 estaven desocupats. 346 eren cases i 6 eren apartaments. Dels 287 habitatges principals, 250 estaven ocupats pels seus propietaris, 33 estaven llogats i ocupats pels llogaters i 4 estaven cedits a títol gratuït; 3 tenien una cambra, 14 en tenien dues, 45 en tenien tres, 79 en tenien quatre i 146 en tenien cinc o més. 252 habitatges disposaven pel capbaix d'una plaça de pàrquing. A 121 habitatges hi havia un automòbil i a 145 n'hi havia dos o més.

### Piràmide de població
La piràmide de població per edats i sexe el 2009 era:
| Homes | Edats   | Dones |
| ----- | ------- | ----- |
| 4     | 95 o +  | 0     |
| 4     | 90 a 94 | 4     |
| 12    | 85 a 89 | 12    |
| 12    | 80 a 84 | 4     |
| 20    | 75 a 79 | 28    |
| 12    | 70 a 74 | 24    |
| 32    | 65 a 69 | 12    |
| 24    | 60 a 64 | 16    |
| 8     | 55 a 59 | 12    |
| 8     | 50 a 54 | 12    |
| 24    | 45 a 49 | 16    |
| 16    | 40 a 44 | 8     |
| 16    | 35 a 39 | 28    |
| 32    | 30 a 34 | 16    |
| 12    | 25 a 29 | 20    |
| 8     | 20 a 24 | 8     |
| 32    | 15 a 19 | 12    |
| 12    | 10 a 14 | 8     |
| 20    | 5 a 9   | 8     |
| 8     | 0 a 4   | 12    |

## Economia
El 2007 la població en edat de treballar era de 412 persones, 313 eren actives i 99 eren inactives. De les 313 persones actives 294 estaven ocupades (157 homes i 137 dones) i 19 estaven aturades (9 homes i 10 dones). De les 99 persones inactives 39 estaven jubilades, 38 estaven estudiant i 22 estaven classificades com a «altres inactius».

### Ingressos
El 2009 a Binas hi havia 284 unitats fiscals que integraven 699 persones, la mediana anual d'ingressos fiscals per persona era de 17.833 €.

### Activitats econòmiques
Dels 26 establiments que hi havia el 2007, 2 eren d'empreses extractives, 1 d'una empresa alimentària, 1 d'una empresa de fabricació d'altres productes industrials, 7 d'empreses de construcció, 6 d'empreses de comerç i reparació d'automòbils, 1 d'una empresa de transport, 3 d'empreses d'hostatgeria i restauració, 1 d'una empresa immobiliària, 2 d'empreses de serveis, 1 d'una entitat de l'administració pública i 1 d'una empresa classificada com a «altres activitats de serveis».
Dels 8 establiments de servei als particulars que hi havia el 2009, 1 era un taller de reparació d'automòbils i de material agrícola, 1 paleta, 2 guixaires pintors, 1 fusteria, 2 lampisteries i 1 electricista.
L'únic establiment comercial que hi havia el 2009 era una carnisseria.
L'any 2000 a Binas hi havia 30 explotacions agrícoles que ocupaven un total de 2.616 hectàrees.

## Equipaments sanitaris i escolars
El 2009 hi havia una escola maternal integrada dins d'un grup escolar amb les comunes properes formant una escola dispersa.

## Poblacions més properes
El següent diagrama mostra les poblacions més properes.